# Beck (Künstlerfamilie)
Die Familie Beck war eine bekannte Künstlerfamilie des 18. und 19. Jahrhunderts und bestand aus folgenden Personen:
- Heinrich Beck (1760–1803), Schauspieler und Dramatiker, Direktor am Nationaltheater Mannheim, verheiratet mit
- 1) Caroline Beck (1766–1784), Schauspielerin
- 2) Josefa Beck (unbekannt–1827), Sängerin und Schauspielerin
  - Louise Beck (1789–1857), Schauspielerin und Dramatikerin, Tochter von Heinrich und Josefa Beck
  - Auguste Beck (1793-frühestens 1827), Sängerin (Sopran), Tochter von Heinrich und Josefa Beck, bekannt als „Madame Adam“
- Johann „Hans“ Beck (1754-unbekannt), Schauspieler, Bruder von Heinrich Beck, verheiratet mit
- Christiane Henriette Beck (1756–1833), Schauspielerin, bekannt als „Madame Beck“